# Gourievsk (oblast de Kaliningrad)
Pour les articles homonymes, voir Gourievsk et Neuhausen.
Gourievsk (en russe : Гурьевск ; en allemand : Neuhausen ; en polonais : Romnowo ; en lituanien : Romuva), est une ville de l'oblast de Kaliningrad, en Russie, et le centre administratif du raïon de Gourievsk. Sa population s'élevait à 13 078 habitants en 2013.

## Géographie
Gourievsk est située à 7 km au nord-est de Kaliningrad et à 1 082 km à l'ouest de Moscou.

## Histoire
La ville a été fondée en 1262 par les chevaliers teutoniques sous le nom de Neuhausen. Elle fut incorporée dans le duché de Prusse en 1525 et dans le royaume de Prusse en 1701. Neuhausen fut administrée dans le cadre du royaume de Prusse puis de l'Empire allemand, après la proclamation de l'unité allemande, en 1871.
Après la Seconde Guerre mondiale, la ville fut annexée par l'Union soviétique en 1945. La population allemande qui n'avait pas été évacuée fut alors expulsée et remplacée par des Russes. En 1946, Neuhausen fut renommée Gourievsk, d'après le nom d'un général de l'armée soviétique, Stepan Gouriev.
Gourievsk possède une raffinerie de pétrole. À 11 km au nord de la ville se trouve l'aéroport de Khrabrovo, qui est l'aéroport de Kaliningrad.

## Population
Recensements (*) ou estimations de la population
| 1910 | 1933  | 1939  | 1959* | 1970* | 1979* |
| ---- | ----- | ----- | ----- | ----- | ----- |
| 589  | 1 707 | 4 198 | 2 393 | 3 568 | 5 910 |

| 1989* | 2002*  | 2010*  | 2012   | 2013   | - |
| ----- | ------ | ------ | ------ | ------ | - |
| 7 934 | 10 913 | 12 431 | 12 711 | 13 078 | - |